# Jevgenij Tjerkasov
Jevgenij Tjerkasov, född 12 oktober 1930 i Moskva, död 20 november 2013 i Moskva, var en sovjetisk sportskytt.
Tjerkasov blev olympisk silvermedaljör i snabbpistol vid sommarspelen 1956 i Melbourne.